# プリンシペ空港
プリンシペ空港 (IATA: PCP, ICAO: FPPR)とはサントメ・プリンシペのプリンシペ島にある空港で、島の中心地であるサント・アントニオから北へ3kmの場所にある。プリンシペ島唯一の空港で、3箇所あるサントメ・プリンシペの空港の一つ。
この空港は海抜180mで、方向18/36の、舗装された滑走路が一本あり、距離・幅は1,320×30mである。

## 就航路線
| 航空会社       | 就航地                                                                 |
| -------------- | ---------------------------------------------------------------------- |
| STP航空        | サントメ国際空港（サントメ）                                           |
| アフリジェット | サントメ国際空港（サントメ）、リーブルヴィル国際空港（リーブルヴィル） |